# Sandy hurrikán (2012)

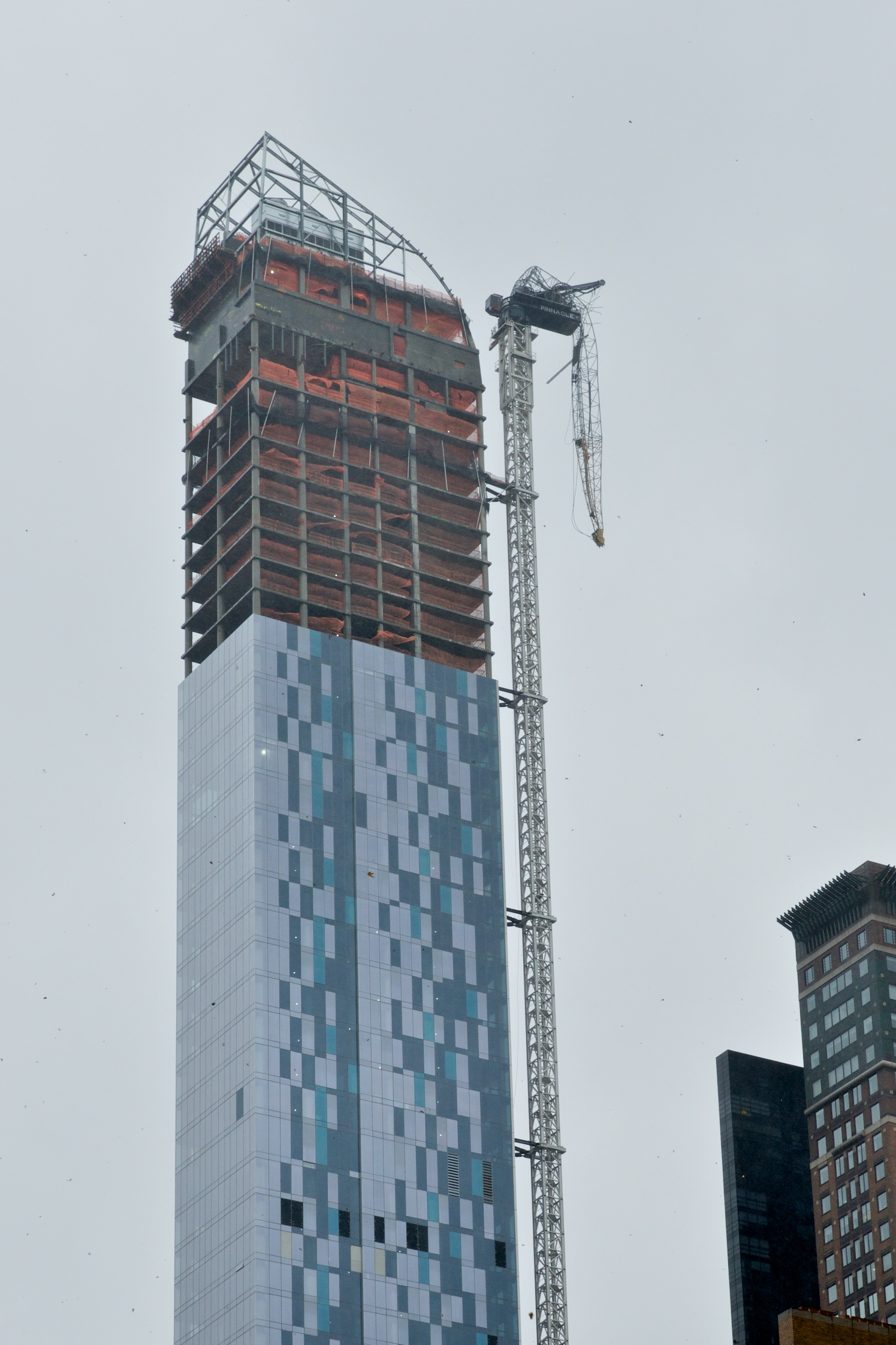
A hurrikán által megrongált toronydaru Manhattanben

A Sandy hurrikán hármas erősségű trópusi ciklon volt 2012 októberében a Karib-térségben és Észak-Amerika keleti partvidékén.

## Meteorológiai lefolyás
A hurrikánképződést nyomon követő meteorológusok 2012. október 22-én észlelték, hogy az addig 18-as számú trópusi depresszió néven nyilvántartott időjárási képződményben a szélsebesség elérte a trópusi vihar fokozat alsó határát jelentő 63 km/h-t. A keletkezett trópusi vihar a „Sandy” nevet kapta. A ciklon a Karib-tenger délnyugati térségében volt, és délnyugat felé tartott.
Másnap a ciklon északnak fordult, egyes fokozatú hurrikánná erősödött és 24-én délután elérte Jamaicát. A szélsebesség ezen a ponton 130 km/h volt. Kingstonban 972 mbar légnyomást mértek.
Huszonötödikére virradó éjjel Sandy mozgása felgyorsult, és a vihar kettes fokozatúvá erősödött, majd 25-én hajnalra Santiagótól nyugatra elérte a kubai partokat. A hurrikán magja ezen a ponton 40–45 km átmérőjű volt. A szélerősség 180 km/h-s széllökések mellett 130 km/h volt. A ciklon 30 km/h sebességgel észak felé mozgott. A nap folyamán a hurrikán áthaladt Kuba nyugati része fölött és elérte a Bahama-szigeteket. Pályája enyhén észak-északnyugati irányba fordult.
Október 26-án a hurrikán továbbra is a Bahamák térségében pusztított, bár intenzitása egyes fokozatúvá gyengült. A szélsebesség 100–120 km/h volt. Október 27-én hajnalban 110 km/h maximális tartós szélsebesség mellett 969 millibar volt a központi légnyomás. Másnap a hurrikán északkeleti irányban folytatta útját az észak-amerikai partok mentén, 22 kilométeres óránkénti sebességgel. Délben a vihar magja New Yorktól 930 kilométerre délre, az észak-karolinai Hatteras-foktól 440 kilométerre délkeletre volt. A maximális tartós szélsebesség 120 km/h, a minimális légnyomás 951 millibar volt.
Október 29-ére virradó éjjel a vihar a várakozásoknak megfelelően észak-északnyugati irányba fordult. Reggel nyolc órakor New Yorktól mintegy 500 km-re dél-délkeletre volt a hurrikán magja és 32 km/h sebességgel mozgott. A maximális tartós szélsebesség 140 km/h-ra erősödött, a minimális légnyomás pedig 946 millibarra esett. Délután két órakor a vihar középpontja 44 km/h sebességgel haladt északnyugat felé, és New Yorktól mintegy 285 kilométerre dél-délkeletre volt. A maximális tartós szélsebesség 150 km/h-ra nőtt, a minimális légnyomás pedig 940 millibarra esett. Este nyolckor a New Jersey-beli Atlantic Citynél ért partot a vihar. A legnagyobb tartós szélsebesség 130 km/h volt. New Yorkban két és fél méteres vihardagály keletkezett.

## Áldozatok, károk
Kubában a hurrikán 11 halálos áldozatot követelt. A legsúlyosabban érintett Santiago de Cuba tartományban az első becslések szerint 88 millió dolláros kár keletkezett. Holguín és Guantánamo tartományokban szintén jelentős károk voltak.
Haitin 51-en haltak meg a hurrikán következtében, további 15 személy pedig eltűnt.
A Bahama-szigeteken egy 66 éves férfi meghalt, amikor a szél lesodorta az erkélyéről.
New Yorkban meghalt Artur Kasprzak 28 éves rendőr, mert a vihardagály hirtelen öntötte el a házát és a ház pincéjében megfulladt.

## Külső hivatkozások
- A Sandy hurrikán élőben kísérhető figyelemmel a Reuters speciális oldalán. Archiválva 2012. október 29-i dátummal a Wayback Machine-ben